# Masami Tachikawa
Masami Tachikawa (立川真紗美?, Tachikawa Masami; Yokosuka, 16 novembre 1980) è un'ex cestista giapponese.

## Carriera
Con il Giappone ha disputato i Giochi olimpici di Atene 2004 e i Campionati mondiali del 2002.